# Tarantismo

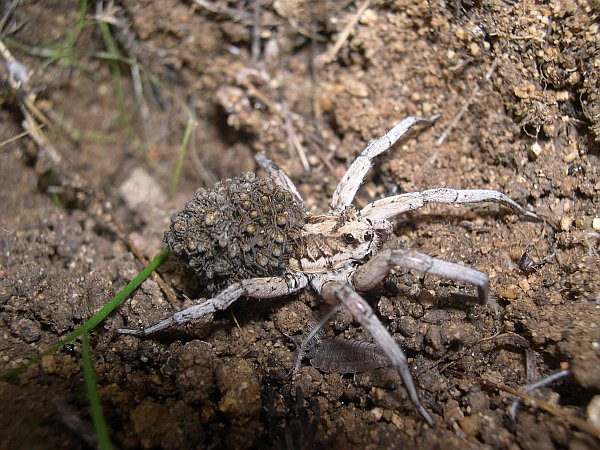
Lycosa tarântula carregando sua prole

Tarantismo é uma forma de comportamento histérico originário do sul da Itália, popularmente acreditado como resultado da picada da aranha-lobo Lycosa tarantula (diferente da ampla classe de aranhas também chamadas de tarântulas). Uma causa candidata melhor é a Latrodectus tredecimguttatus, comumente conhecida como a viúva negra do Mediterrâneo ou aranha das estepes, embora nenhuma ligação entre essas mordidas e o comportamento do tarantismo tenha sido demonstrada. No entanto, o termo historicamente é usado para se referir a uma coreomania — característica do sul da Itália — que provavelmente tinha pouco a ver com picadas de aranha. A dança da tarantela supostamente evoluiu de uma terapia para o tarantismo.

## História
Foi originalmente descrito no século XI. A condição era comum no sul da Itália, especialmente na província de Taranto, durante os séculos XVI e XVII. Houve fortes sugestões de que não há causa orgânica para a excitabilidade e a inquietação que dominavam as vítimas. A crença declarada da época era que as vítimas precisavam se envolver em danças frenéticas para evitar a morte por tarantismo. Supostamente, um tipo particular de dança, chamado de tarantela, evoluiu a partir dessa terapia. Um local privilegiado para tais explosões foi a igreja de Galatina, particularmente na época da festa de São Pedro e São Paulo em 29 de junho. "A dança é colocada sob o signo de São Paulo, cuja capela serve de "teatro" para as reuniões públicas dos tarantistas. A aranha parece constantemente intercambiável com São Paulo; as tarântulas femininas se vestem como "noivas de São Paulo". Como clímax, "os tarantistas, depois de muito dançar, reúnem-se na capela de São Paulo e atingem comunitariamente o paroxismo de seu transe […] a agitação geral e desesperada era dominada pelo grito estilizado dos tarantistas, o 'grito de crise', um ahiii proferido com várias modulações".

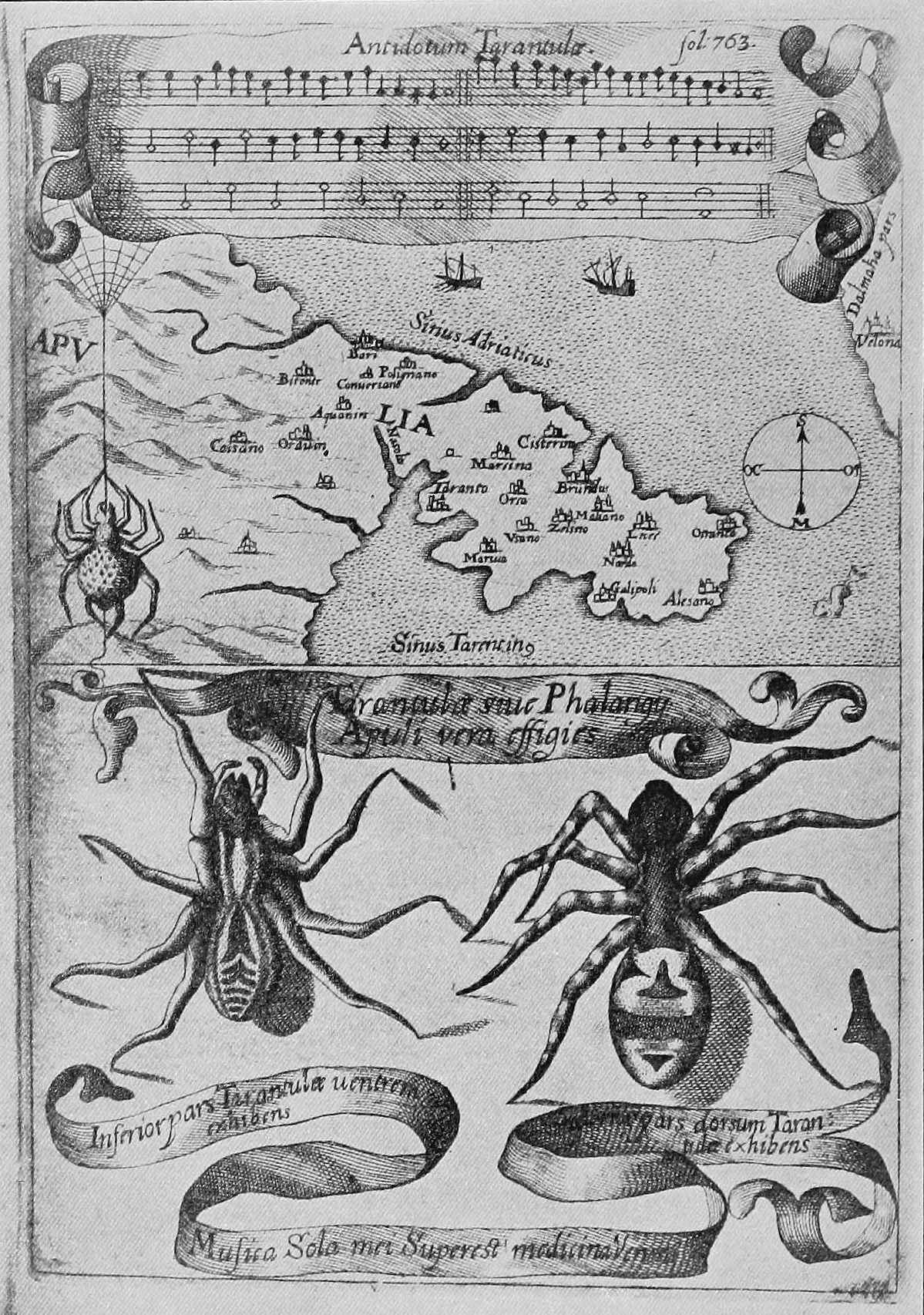
Antidotum tarantulae, uma partitura musical curativa de Athanasius Kircher (c. 1660)

Francesco Cancellieri, em seu exaustivo tratado sobre o tarantismo, toma nota de observações semi-científicas, literárias e populares, recentes e antigas, dando a cada uma delas um peso semelhante. Ele observa um relato de que, em agosto de 1693, um médico em Nápoles foi mordido por duas tarântulas com seis testemunhas e um notário, mas não sofreu a doença da dança. Cancellieri em parte atribui esta doença não apenas às aranhas, mas ao local, uma vez que o tarantismo foi registrado principalmente na Basilicata, Apúlia, Sicília e Calábria. Ele afirma:

Quando uno è punto da questa mal augurata bestia, si fanno cento diverse mosse in un momento. Si piange, si balla, si vomita, si trema, si ride, s'impallidisce, si grida, si sviene, si soffre gran dolore, e finalmente dopo qualche giorno si muore, se uno non è soccorso. Il sudore, e gli antidoti sollevano l'ammalato; ma il sovrano, ed unico rimedio è la Musica. 
Quando se está no porão dessa fera indesejada, tem cem sentimentos diferentes ao mesmo tempo. A pessoa chora, dança, vomita, treme, ri, empalidece, chora, desmaia e sofre uma grande dor e, finalmente, depois de alguns dias, se sem ajuda, você morre. Suor e antídotos aliviam os doentes, mas o soberano e único remédio é a Música.
Ele passa a descrever algumas observações específicas da doença, tipicamente afligindo camponeses, sozinhos ou em grupos. A doença geralmente afetava os camponeses nos dias quentes de verão, causando indolência. Em seguida, ele descreve como apenas o tratamento por meio da música dançante poderia restaurá-los à vitalidade; por exemplo:

[...] e trovammo il misero contadino oppresso da difficile respirazione, ed osservammo inoltre, che la faccia, e le mani erano incominciate a divenir nere. E perchè il suo male era a tutti noto, si portò la Chitarra, la cui armonìa subito, che da lui fu intesa, cominciò a mover prima li piedi, poco dipoi le gambe. Si reggeva appresso sulle ginocchia. Indi a poco intervallo s'alzò passenggiando. Finalmente fra lo spazio di un quarto d'ora saltava si, che si sollevava ben tre palmi da terra. Sospirava, ma con empito sì grande, che portava terrore a' circostanti; e prima d'un'ora se gli tolse il nero dalle mani, e dal viso, riacquistando il suo natio colore.
[...] e encontramos o camponês pobre oprimido com dificuldade para respirar e observamos também que seu rosto e mãos começaram a escurecer. E porque a sua doença era conhecida de todos, trouxeram-lhe uma guitarra, cuja harmonia logo que o compreendeu, começou a mexer primeiro os pés, as pernas pouco depois. Ele ficou de joelhos. Logo após um intervalo, ele se levantou cambaleando. Finalmente, no espaço de um quarto de hora ele estava saltando, quase três palmos do chão. Suspirou, mas com um ímpeto tão grande que aterrorizou os espectadores, e antes de uma hora, o preto desapareceu de suas mãos e rosto, e ele recuperou sua cor nativa.

## Interpretação e controvérsia
John Crompton propôs que os antigos ritos bacanais que haviam sido suprimidos pelo Senado Romano em 186 a.C. se tornassem clandestinos, reaparecendo sob o pretexto de terapia de emergência para vítimas de mordidas.

Embora persista a crença popular de que o tarantismo resulta de uma picada de aranha, ela permanece cientificamente infundada. Donaldson, Cavanagh e Rankin (1997) concluem que a causa real ou causas do tarantismo permanecem desconhecidas.